# Петер Енґлунд
Петер Енґлунд (4 квітня 1957 , Överluleå church parishd, Норрботтен ) — шведський історик, археолог, філософ. Захистив докторську дисертацію з історії в університеті Уппсали. Ряд його виданих праць має великі обсяги продажів (понад 200 тис. примірників) і перекладається багатьма мовами. У 2002 р. Петера Енґлунда прийнято до Шведської академії, з 1 червня 2009 р. він став її секретарем.

## Творчість
- 1988
  - Poltava
  - Det hotade huset
- 1989 Det hotade huset
- 1991 Förflutenhetens landskap
- 1993 Ofredsår
- 1996 Brev från nollpunkten
- 2000 Den oövervinnerlige
- 2004 Tystnadens historia
- 2006 Silvermasken
- 2008 Stridens skönhet och sorg
- 2010 Det stora svalget: en finlandssvensk i första världskriget
- 2014 1914 Stridens skönhet och sorg: Första världskrigets inledande år i 68 korta kapitel
- 2015 1915 Stridens skönhet och sorg: Första världskrigets andra år i 108 korta kapitel
- 2015 1916 Stridens skönhet och sorg

Праці Poltava та Stridens skönhet och sorg перекладено українською у 2009 («Полтава: Розповідь про загибель однієї армії») та 2016-му («Перша світова війна в 211 епізодах») роках відповідно.